# Sophus Hansen
Sophus Peter Hansen, né le 16 novembre 1889 et mort le 19 février 1962 à Copenhague, était un footballeur et arbitre danois.

## Carrière
En tant que gardien de but, Sophus Hansen fut international danois à trente-et-une reprises (1911-1920) pour aucun but inscrit. Il fit tous les matchs aux JO de 1912, remportant la médaille d'argent.Il fit aussi les JO de 1920, jouant le match contre l'Espagne, mais le Danemark fut éliminé dès le premier match.
Il fit toute sa carrière dans le club de Boldklubben Frem, de 1906 à 1921, sans remporter de titre.
Il fut arbitre de football entre 1922 et 1934, arbitrant la finale de la Coupe Mitropa 1930.

## Palmarès
- Jeux olympiques
  - Médaille d'argent en 1912
- Championnat du Danemark de football
  - Vice-champion en 1918
- Championnat de Copenhague de football
  - Vice-champion en 1910, en 1911, en 1914 et en 1918
- Coupe de Copenhague de football
  - Finaliste en 1913, en 1918 et en 1919